# Mount Cox
Mount Cox ist ein 1960 m hoher Berg im ostantarktischen Viktorialand. In den Usarp Mountains ragt er 8 km nordwestlich des Killer-Nunatak im nordzentralen Teil der Emlen Peaks auf.
Der United States Geological Survey (USGS) kartierte ihn anhand eigener Vermessungen und Luftaufnahmen der United States Navy aus den Jahren von 1960 bis 1963. Das Advisory Committee on Antarctic Names benannte ihn 1964 nach Allen N. Cox, Pilot einer Douglas C-47 Skytrain R4D zur Unterstützung der Vermessungsarbeiten des USGS in diesem Gebiet zwischen 1962 und 1963.